# Emilio Agramonte y Piña
Emilio Agramonte y Piña (1844-1918) fue un músico y musicógrafo cubano.

## Biografía
Emilio Agramonte y Piña nació en 28 de noviembre de 1844 en Puerto Príncipe en el seno de una acaudalada familia criolla, hijo de José María Agramonte y Agüero y de María de la Concepción Piña y Porro, fue hermano del militar Eduardo Agramonte y Piña.

## Formación
Fue académico de Artes y Letras, y doctorado en leyes por la Universidad de Madrid. En España, Italia y Francia siguió estudios musicales.

## Trabajo
Fue profesor de canto, director de orquesta y de coro. En Nueva York dirigió, durante quince años, la Gounod Society.
En Estados Unidos, país al que emigró y permaneció algunos años, realizó trabajos de composición y musicografía.
José Martí le encargó un trabajo de recopilación de los cantos de combate que eran transmitidos en forma clandestina entre generaciones de cubanos. 

## Instituciones fundadas
Fue uno de los fundadores de la Sociedad Coral de Compositores. En Nueva York fundó, en 1893, la Escuela de Ópera y Oratorio, donde tuvo alumnos como Emilio de Gogorza (barítono). En 1902, volviendo al país ya instaurada la república, fundó, en La Habana, la Sociedad Coral Chaminade